# Antoinette Trebelli
Antoinette Trebelli, artiestennaam Antonia Dolores  was een Frans/Italiaans sopraan van rond 1900.
Ze werd geboren in Parijs en was de dochter van zangeres Zélia Trebelli-Bettini (geboren Gloria Caroline Gillebert/Le Bert), een Franse mezzosopraan (1834-1892) en Alessandro Bettini, een Italiaanse tenor (1825-1898). Zélia had haar eigen naam omgedraaid en daarbij de beginletter verwijderd: Gillebert>Trebelli. Ze werd opgevoed door de familie van N. Vert, een concertmanager in Engeland. Ze leefde samen met Zelic Vadour, met wie ze een reis ondernam door Midden-Amerika.
Voordat ze begon te zingen, ontwikkelde ze een redelijk pianospel. Haar eerste zanglessen kreeg ze natuurlijk van haar moeder. Daarna volgden lessen bij Pierre François Wartel in Parijs en bij Charles Santley in Engeland. Haar debuut maakte ze in 1885 in St James’ Hall te Londen. Ze was in de jaren tachtig en negentig veelvuldig te beluisteren in Manchester, al dan niet begeleid door het Hallé Orchestra. In 1897 stond ze samen met de Nederlandse Willem Sauvlet op het podium in San Francisco. Tijdens de Eerste Wereldoorlog gaf ze een aantal leifdadigheidsconcerten om geld op te brengen voor de slachtoffers. 
Ze was over de gehele wereld te horen, want ze gaf ook concerten in Australië, Nieuw-Zeeland, Verenigde Staten, Canada en Zuid-Afrika. In 1920 verzorgde ze een afscheidstournee door Australië. Ze keerde terug naar Frankrijk. In 1922 was ze echter weer op tournee in Nieuw-Zeeland.
Ze stond niet bekend om haar mooie stem, maar wel om haar welluidendheid. Ze had een afkeer van theaters en werd derhalve concertzangeres en heeft in die hoedanigheid voor koningin Victoria  gezongen. Wie niet tevreden over haar was, was Edvard Grieg; hij hoorde haar ooit zijn liederen zingen en vond het verschrikkelijk.
- MusicBrainz: 657670b7-cdb7-4fd8-b0b9-18342776dff7
- Virtual International Authority File: 133149842057102841523